# Eothinia elongata
Eothinia elongata är en hjuldjursart som först beskrevs av Ehrenberg 1832.  Eothinia elongata ingår i släktet Eothinia och familjen Notommatidae. Arten är reproducerande i Sverige. Inga underarter finns listade i Catalogue of Life.